# توماس زيغلر (مترجم)
توماس زيغلر (بالألمانية: Thomas Ziegler)‏ (و. 1956 – 2004 م) هو مترجم، وكاتب، وكاتب خيال علمي ألماني، توفي في كولونيا، عن عمر يناهز 48 عاماً.